# B-52 (napój)

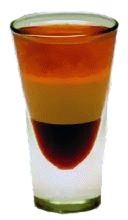
B-52

B-52 lub B52 − warstwowy koktajl alkoholowy, w którego skład wchodzi likier kawowy, Baileys Irish Cream i Grand Marnier (zamiennie stosuje się Cointreau lub white rum)
Po właściwym przygotowaniu składniki koktajlu układają się w trzy wyraźne warstwy według gęstości względnej, czyli według kolejności podanej w powyższym przepisie. Następnie podpala się powierzchnię i wypija szybko przez słomkę.